# جامار مارتن
جامار مارتن (بالإنجليزية: Jamar Martin)‏ هو لاعب كرة قدم أمريكية أمريكي، ولد في 12 أبريل 1980 في كانتون في الولايات المتحدة.

## وصلات خارجية
- جامار مارتن على موقع مرجع كرة القدم المحترفة.كوم (الإنجليزية)